# Embryo (film)
Embryo è un film del 1976 diretto da Ralph Nelson.

## Trama
La storia narra di un genetista che fa esperimenti estremi sui feti per accelerarne la crescita. Uno, in particolare, risulterà essere una bellissima donna che si innamora del proprio "creatore".

## Riconoscimenti
- 1977: Nomination Saturn Award per il miglior film di fantascienza